# Nueva Betania
Nueva Betania är en ort i Mexiko.   Den ligger i kommunen Oxchuc och delstaten Chiapas, i den sydöstra delen av landet, 800 km öster om huvudstaden Mexico City. Nueva Betania ligger 2 219 meter över havet och antalet invånare är 418.
Terrängen runt Nueva Betania är huvudsakligen kuperad. Nueva Betania ligger uppe på en höjd. Runt Nueva Betania är det glesbefolkat, med 16 invånare per kvadratkilometer. Närmaste större samhälle är Oxchuc, 5,3 km nordväst om Nueva Betania. I omgivningarna runt Nueva Betania växer huvudsakligen savannskog.